# Moncófar
Moncófar (en valenciano y oficialmente Moncofa) es un municipio de la provincia de Castellón en la Comunidad Valenciana, España. Perteneciente a la comarca de la Plana Baja.

## Geografía
La localidad de Moncófar, integrada en la comarca de Plana Baja, se sitúa a 26 kilómetros de la capital provincial, Castellón de la Plana. El término municipal está atravesado por la autopista del Mediterráneo (AP-7), por la carretera nacional N-340, entre los pK 951 y 952, y por la carretera nacional N-225, que conecta con la autovía A-7.
Ante la ausencia de accidentes geográficos, cabe destacar la presencia del río Belcaire, antaño con agua y lleno de vida pero que en la actualidad sufre los efectos de la escasez. En el paisaje de Moncófar son destacables también: la Plana de Castellón, las playas del Grao, del Masbó y de la Torre, y los "estanys", zonas húmedas que constituyen una gran zona de reserva de flora y fauna (con especies únicas en el mundo), y que gracias a dicha protección han podido sobrevivir a la especulación urbanística. La altitud oscila entre los 39 m y el nivel del mar. El pueblo se encuentra a 8 m sobre el nivel del mar.

### Barrios y pedanías
En el término municipal de Moncofa se encuentran también los núcleos de población de El Grao de Moncofa (El Grau de Moncofa), el Camí Cabres y el Estanyol, todos ellos junto al mar. Hoy en día el poblado originario ya se encuentra unido con el Grao siendo difícil discernir la transición entre ambos.

### Localidades limítrofes
Moncófar limita con los siguientes municipios: Nules, Vall de Uxó, y Chilches.

## Historia
Lugar de paso en la época romana, Moncófar solo era entonces territorio de marjales y alguna villa con función de hostal para los viajeros que usaban la Vía Augusta.
La primera cita documental que hace referencia a Moncófar consta en la Crónica V de Jaime I de Aragón, que relata la rendición de los castillos de Uxó, Castro y Nules. En ella se cuenta que el pacto se concertó cerca de la Rápita, la cual en tiempos de los sarracenos tenía por nombre Mácofa.
En 1251 Jaime I enfeuda el castillo de Nules y sus tierras a Guillem de Moncada, su lugarteniente, el cual en el castillo de Onda, el día sexto de las calendas de enero de 1254, otorga carta de poblamiento del "lloch" de Moncófar a Bernat Mestre y 37 pobladores más, conforme "als costums" de Barcelona. A los repobladores no se les otorgaba la propiedad íntegra de las tierras abandonadas por los musulmanes, como fue el caso de Moncófar.
Las tierras se otorgaban a cambio de unos pagos en dinero o de una parte de la cosecha. Sería pues una propiedad compartida entre el señor y los repobladores. Este tipo de relación socioeconómica perduraría hasta el siglo XIX en que se dicta la disolución de los señoríos.
Durante el siglo XIV Moncófar y las villas de su entorno se verán involucradas en la Guerra de la Unión entre la nobleza y la monarquía de la Corona de Aragón. Fueron, además, los años del azote de la peste negra que diezmó la población, uniendo sus estragos a los producidos por la guerra.
Durante el reinado de Pedro IV se levantó la muralla entre 1330 y 1340 para defender a las villas como Moncófar del bandolerismo y de los ataques de los piratas, que en sus incursiones desde el mar saqueaban a las poblaciones costeras.
Los hechos más relevantes del siglo XV fueron la prohibición del cultivo de arroz, por las fiebres que provocaba el agua estancada, los azotes de la piratería, etc. Pero, sin duda, el acontecimiento que más impactó en el sentir de los habitantes de Moncófar fue la llegada a la playa (antiguo puerto de mar) de la imagen de Santa María Magdalena siendo sus portadores Bernardo de Centelles y su hijo Francisco Gilabert de Centelles. Esta nave, capitaneada por Bernardo de Centelles, procedía de la ciudad de Marsella. Por las circunstancias que enmarcaron el hecho del desembarco, que ocurrió en el otoño de 1423, bajo el reinado de Alfonso V el Magnánimo, fue considerado como extraordinario, y en cierto modo milagroso. Probablemente, para conmemorar este evento se levantó una primitiva ermita bajo la advocación de nuestra patrona sobre las ruinas de la antigua rápita árabe. Hoy en día sigue celebrándose, cada 23 de julio, el desembarco de la Santa, llevada luego en procesión a la ermita, acto que llega a juntar a miles de personas junto al mar.
Desde el siglo XIV, documentalmente, se considera a la playa de Moncófar como el embarcadero del señorío de Nules, destacando la pesca como actividad importante. Esto contribuyó a que entrado el siglo XVI, el monarca Carlos I autorizara a los naturales del señorío, así como a forasteros, a poder embarcar y desembarcar todo tipo de mercancías en la playa. La actividad pesquera continuaría hasta la primera mitad del siglo XX.
En el mismo reinado se produjo la luctuosa contienda de las "Germanías". Moncófar, las villas del señorío y Burriana tomaron partido por el rey, siendo derrotados los "agermanados" en las cercanías de Sagunto.
En 1609 en el barrio marítimo del Grao se produjo la expulsión de los moriscos desde su puerto y Torre Vigía, hoy en ruinas. El monarca Felipe III decreta la expulsión de los moriscos del Reino de Valencia, como colofón de medidas decretadas en el siglo anterior y del malestar creado entre la población por las revueltas de los mismos en las zonas montañosas del interior. La Torre de Moncófar se convierte una vez más en protagonista al embarcar en su playa unos cinco mil seiscientos moriscos, bajo el mando del capitán Gaspar Vidal. Eran moriscos procedentes de la vega del Palancia, de la Sierra de Espadán y de la zona del Mijares, es decir, del ducado de Segorbe. Otras fuentes documentales elevan la cifra de embarcados en la playa aproximadamente de diez mil.
La segunda mitad del siglo vivió expectante con la construcción de la nueva iglesia, de mayores dimensiones que la antigua, pero el contrato de derribo de la primera y la edificación de la nueva, no se formalizaría hasta el treinta de junio de 1691. La nueva iglesia respondía a los gustos de la época, con fachada de transición entre el barroco y el neoclásico valenciano, interiores barrocos, preservando de la antigua iglesia el retablo del altar mayor. El presbiterio fue reformado de nuevo en 1796 según la tendencia neoclásica.
La guerra de Sucesión (siglo XVIII) trae nuevos desastres y sacrificios pecuniarios a los consejos de las villas. Pero, al mismo tiempo, el siglo XVIII puede considerarse como un periodo de recuperación en todos los sentidos.
En 1890 Villarreal y Burriana cultivan las primeras plantaciones de naranjo, que transformaría la economía de los pueblos de la Plana, al extenderse rápidamente dicho cultivo por todas sus tierras. La exportación de cítricos a principios del siglo XX se realizaba a través del puerto de Castellón de la Plana y de los embarcaderos de Burriana y Moncófar. El embarque se hacía por medio de barcas que transportaban las pesadas cajas de naranjas a los barcos fondeados mar adentro.
La guerra civil española de 1936 supuso un paréntesis de la historia de Moncófar. El pueblo quedó casi en su totalidad derruido, viéndose los vecinos obligados a evacuar hacia zonas más seguras. Terminada la contienda, se instaló en la playa de la localidad un campo de concentración donde se congregaron un mínimo de 3500 prisioneros republicanos. Estuvo operativo, al menos, durante abril y mayo de 1939. Cuenta con fosas comunes que aún no han sido excavadas, prueba de la represión que allí se practicó.
Entre 1941 y 1944 se reconstruye la iglesia parroquial, la ermita, el matadero y los lavaderos, dentro del programa de Regiones Devastadas. Posteriormente se inaugura la estación del ferrocarril y se construyen dos barriadas de casas nuevas dentro del programa de reconstrucción citado con anterioridad.
La posguerra fue un periodo de penalidades y privaciones, era la época de las cartillas de racionamiento y del estraperlo. Pero poco a poco con el esfuerzo de todo el pueblo comienza la recuperación económica. Con la llegada de los turistas comienza el auge de la playa y de la agricultura variada en hortalizas, cítricos y frutales va dando paso a la industria cerámica.

## Demografía
Moncófar cuenta con una población de 8011 habitantes (INE 2024) y es uno de los municipios de la provincia donde más aumenta la población año tras año, duplicando su población en tan solo 20 años. En verano su población se cuadruplica llegando a más de 30 000 habitantes.
| Gráfica de evolución demográfica de Moncófar entre 1842 y 2021                                                      |
| |
| Población de derecho según los censos de población del INE Población de hecho según los censos de población del INE |

## Economía

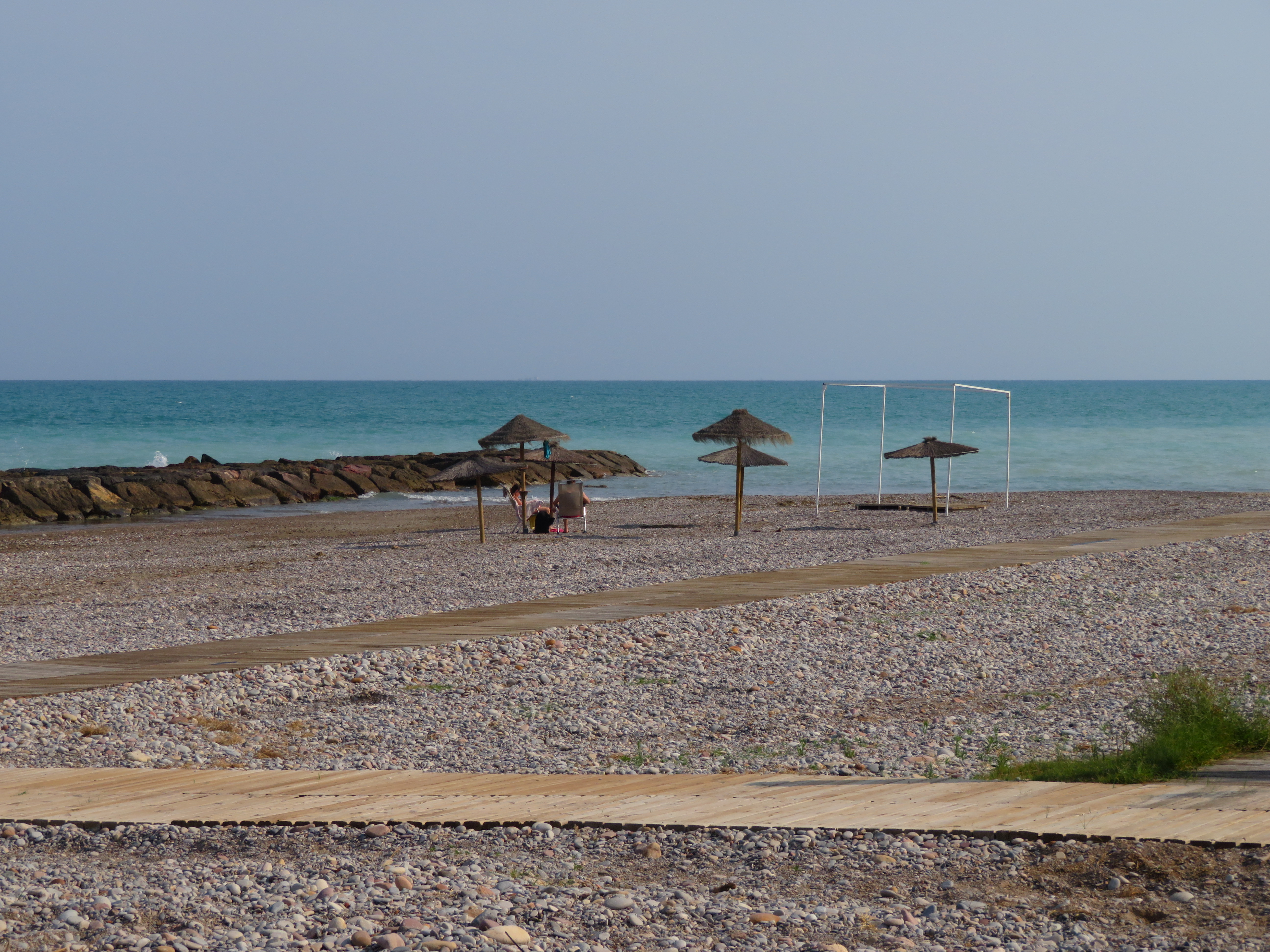
Playa de Beniesma

La agricultura fue durante décadas el pilar económico de la población. Las explotaciones agrícolas ocupan una superficie de 13 150 ha, siendo sus principales productos la naranja; también lo eran los melones, la coliflor y los tomates, famosos en toda la provincia, pero debido a la venta de terreno para urbanizar y la poca solvencia económica de la agricultura en nuestros días son casi extintos. La industria se basa en el cartón, calzado y gres (de los pueblos colindantes). Después de haber tenido durante años un progresivo incremento, en la actualidad, el sector turístico tiene una gran relevancia en la economía local. La planificación urbanística ha ido consolidando esta clara orientación al turismo y comercio de servicios.

## Administración y política
| Periodo   | Nombre                     | Partido   |
| --------- | -------------------------- | --------- |
| 1979-1983 | Vicente Alemany Martí      | UCD       |
| 1983-1987 | Antonio Masiá              | PSPV-PSOE |
| 1987-1991 | Bautista Orosia            | PP        |
| 1991-1995 | José Vicente Isach Clofent | PSPV-PSOE |
| 1995-1999 | Vicente Alemany Martí      | PP        |
| 1999-2003 | José Vicente Isach Clofent | PSPV-PSOE |
| 2003-2007 | José Vicente Isach Clofent | PSPV-PSOE |
| 2007-2011 | José Vicente Isach Clofent | PSPV-PSOE |
| 2011-2015 | Jaime Picher Julià         | PSPV-PSOE |
| 2015-2019 | Wenceslao Alós Valls       | PP        |
| 2019-2023 | Wenceslao Alós Valls       | PP        |
| 2023-act. | Wenceslao Alós Valls       | PP        |

## Patrimonio
- Ermita Santa María Magdalena. Situada en el Grao, fue construida en el siglo XVI sobre una fortificación militar, también dedicada a Santa María Magdalena, y ornamentada en el siglo XVIII. Es una ermita con gran devoción marinera.
- Iglesia Parroquial. Dedicada a Santa María Magdalena, se construyó en el año 1698 sobre una más pequeña del año 1329, y fue concluida en el 1796. Se encuentra junto al recinto de murallas, del que únicamente se aprecian restos.
- Torre Vigía de Beniesma. Construida antes de la expulsión de los moriscos en el Barrio Marítimo del Grao, en la playa de Beniesma (hoy en día aún se pueden encontrar los cimientos sumergidos en la playa). Se recomienda su visita, aunque lo único observable es la cimentación, dado que en su momento el ayuntamiento decidió derruir el único muro que quedaba en pie, ya que corría el peligro de derrumbe. Hace años, entre esta torre y el mar se podían encontrar viñas y perales, pero la crecida del mar ha hecho que la torre acabe siendo tragada por el agua irremediablemente.

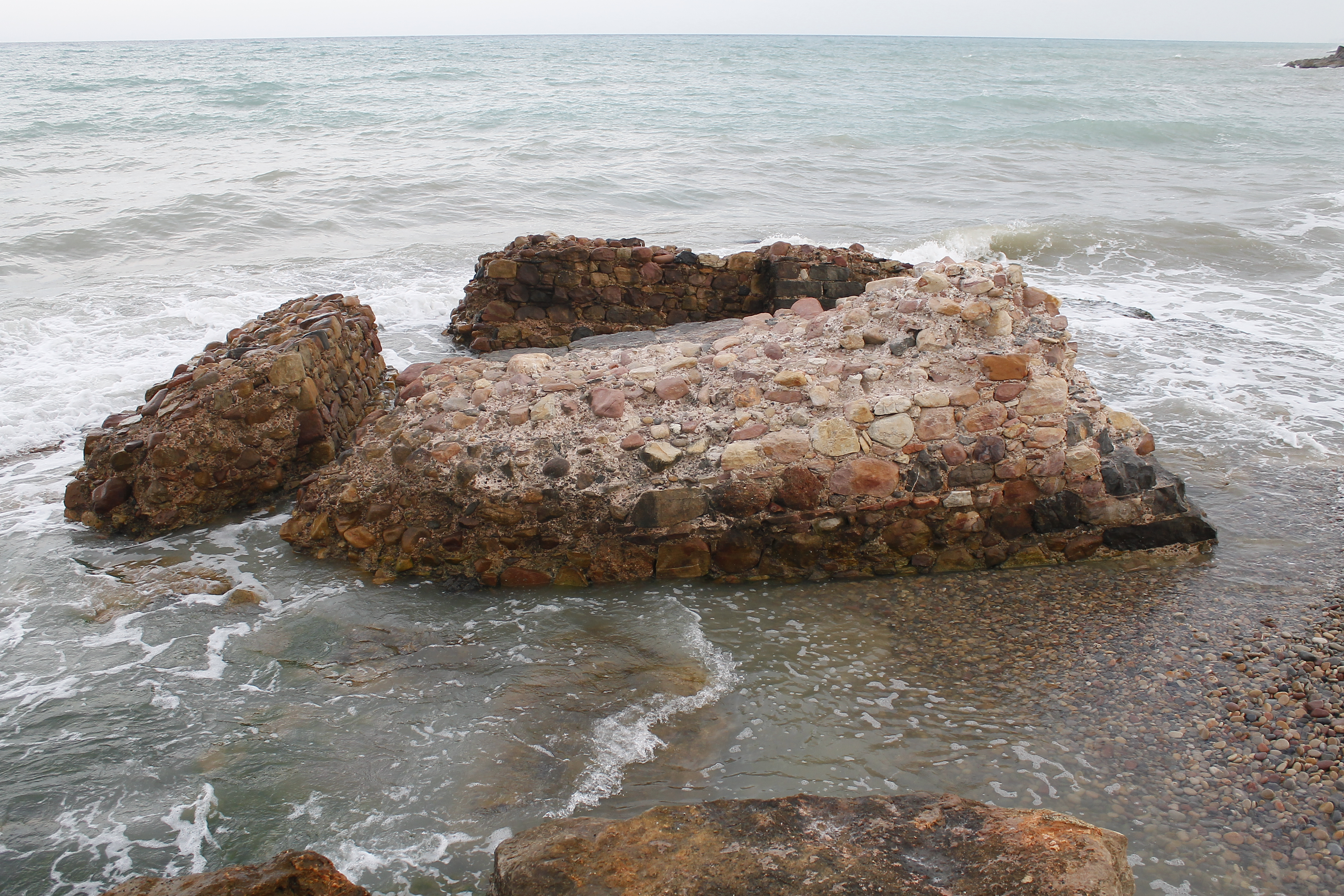
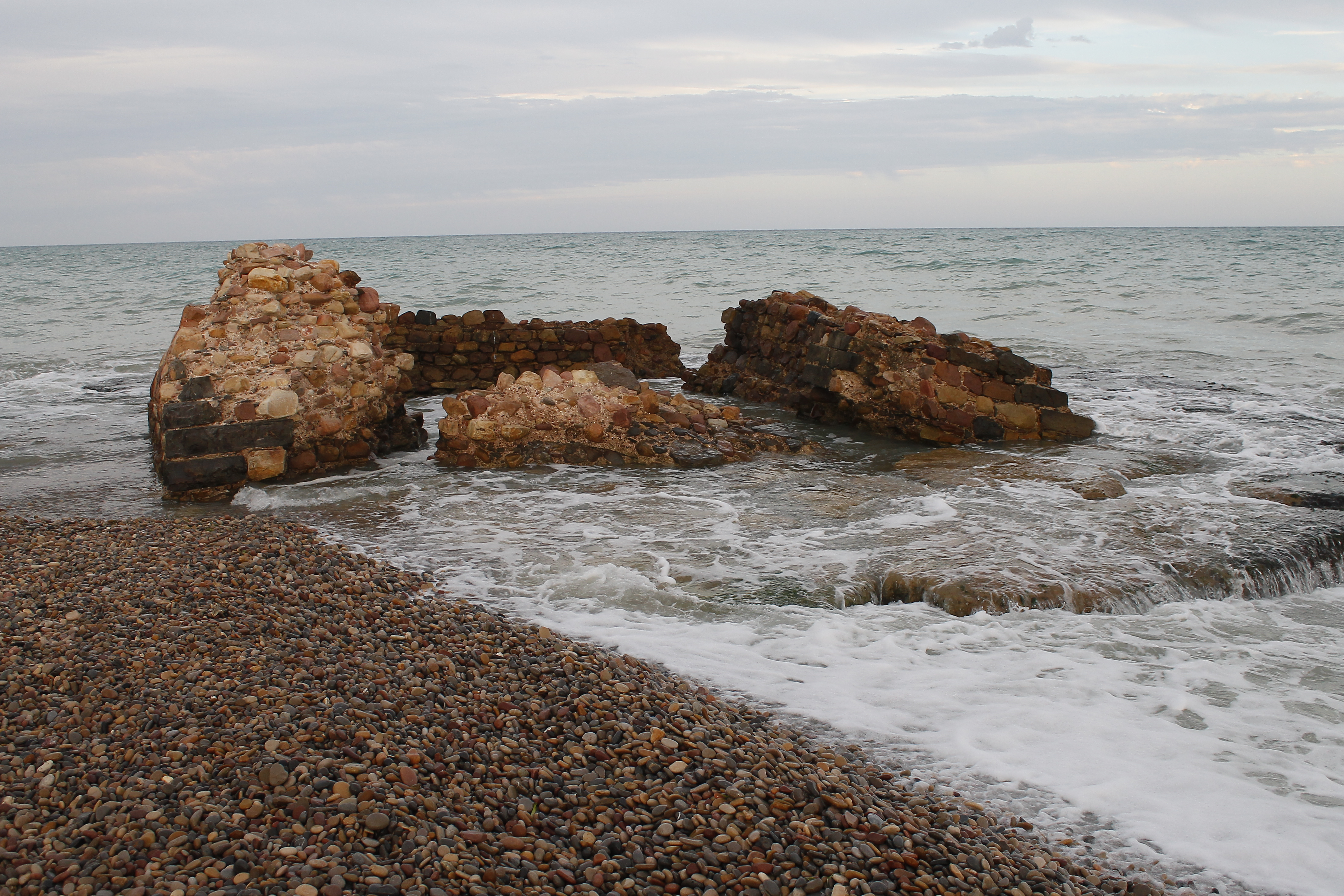
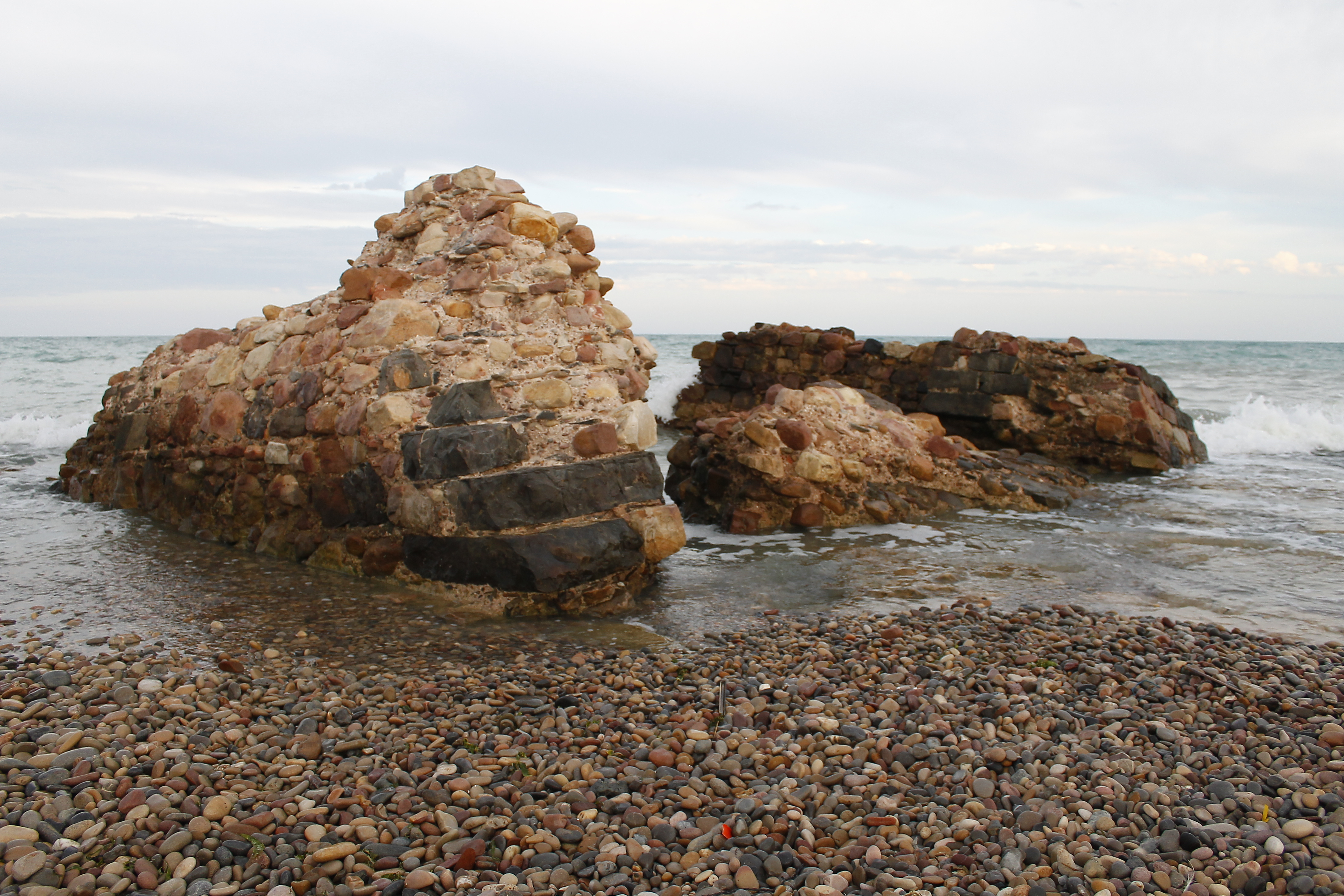

- Escultura de Jaime I, situado en la plaza del Pla. Este monumento fue inaugurado el 27 de diciembre de 2003 con motivo de la celebración del 750 aniversario de la Carta Pobla.

## Cultura
En Moncófar existen diferentes asociaciones culturales que nacieron con la pretensión de vincular a personas que comparten aficiones en el campo de la música, teatro, pintura, cine, etc. De entre ellas se pueden destacar la Sociedad Unión Musical Santa Cecilia como la entidad cultural más antigua del municipio, ya que en 2011 está celebrando su "Centenario", y la "Asociación Cultural Deportiva Moncófar".
La programación cultural ofrece actividades como: Conciertos de la SUM Santa Cecilia de Moncófar, el Concurso de Pintura FOC, Concurso de Cortometrajes FOC, exposiciones, Semana de la Mujer y la Feria Medieval, entre otras.

## Fiestas
- Fiestas Patronales. En honor de Santa María Magdalena. Se celebran del 21 al 30 de julio. Tienen lugar los espectáculos taurinos, verbenas y actos religiosos tradicionales como el desembarco de la Patrona que se realiza desde hace 500 años.
- Fiestas Patronales del Grao. Se celebran del 12 de agosto al 20 de agosto en honor de San Roque.
- Fiestas de San Antonio. Se celebran desde el primer sábado de octubre hasta el siguiente sábado. Estas son las fiestas con una mayor participación popular ya que están organizadas por la comisión de peñas.

Aparte de todas estas fiestas marcadas en el calendario, durante los meses de julio y agosto, se pueden encontrar muchas actividades para realizar en grupo, como yoga, taichí, cursos de percusión o baile, maratones, marchas a pie, acuatlón, etc. Durante la primera semana de agosto se celebra el FOC, festival donde se puede disfrutar de cine, actuaciones diversas, exposiciones y música.

## Gastronomía

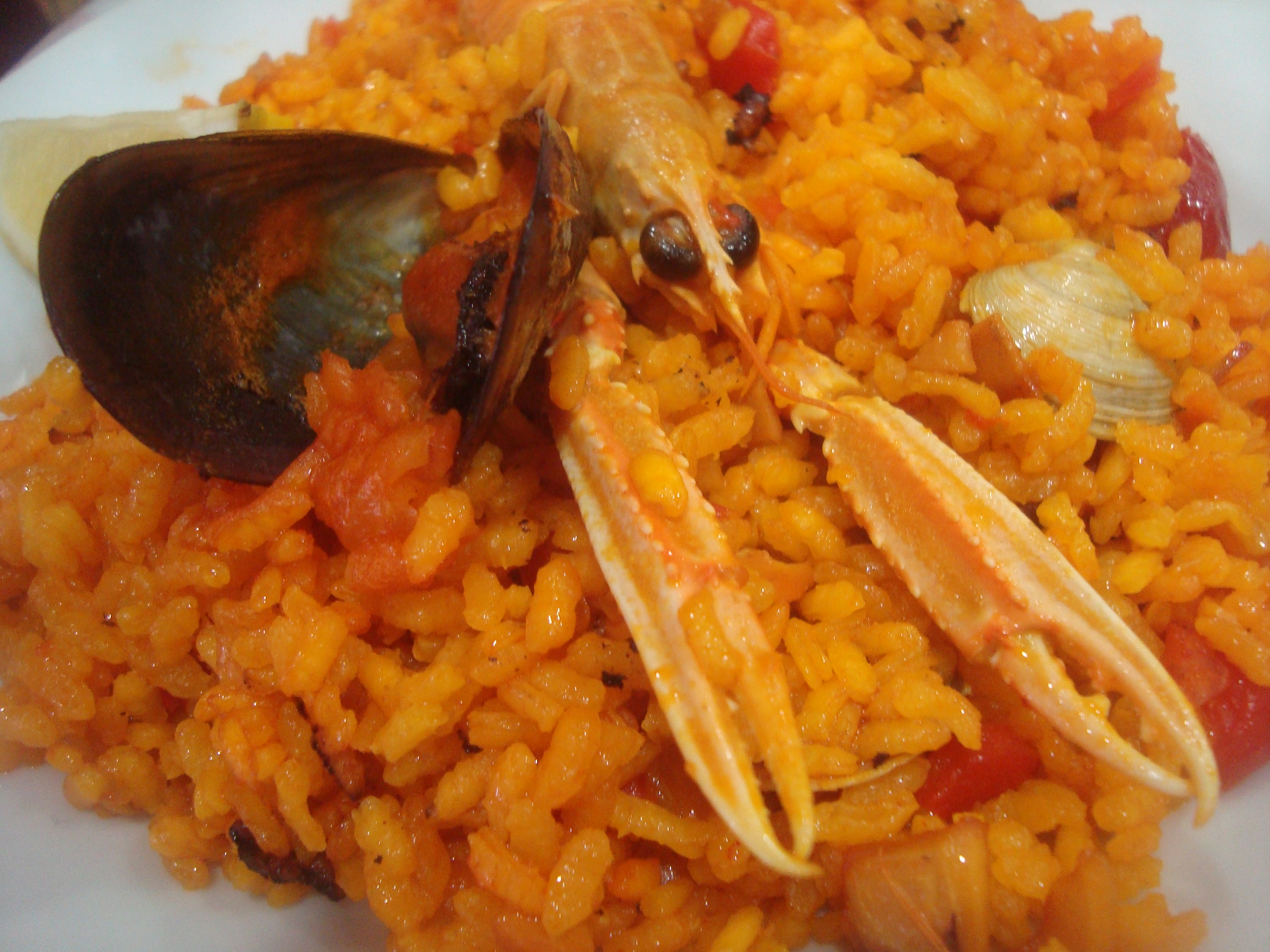
Plato de paella.

Moncófar produce los mejores ingredientes de la cocina mediterránea, en especial para arroces y pescados. Paella, arroz con col, arrossejat y el suquet de pescado son una muestra de su cocina. Son famosos los melones y las naranjas que se cosechan en su término municipal.

## Deportes
Moncófar Fútbol club, equipo fundado en el año 1952, el estadio es el campo de fútbol municipal el cual comparten con el Platges de Moncófar (equipo minoritario), se encuentra en primera regional grupo dos de la Comunidad Valenciana.

## Personas notables
- Avelino Corma, científico, químico e investigador.
- Venancio Rius, profesor y concertista.